# Літойєн
Літойєн (нід. Lithoijen) — село в нідерландській провінції Північний Брабант. Входить до муніципалітету Осс.
Його площа становить 9,05 км², а населення станом на 2021 рік складало 840 осіб.
До 1939 року мало статус окремого муніципалітету.

## Галерея

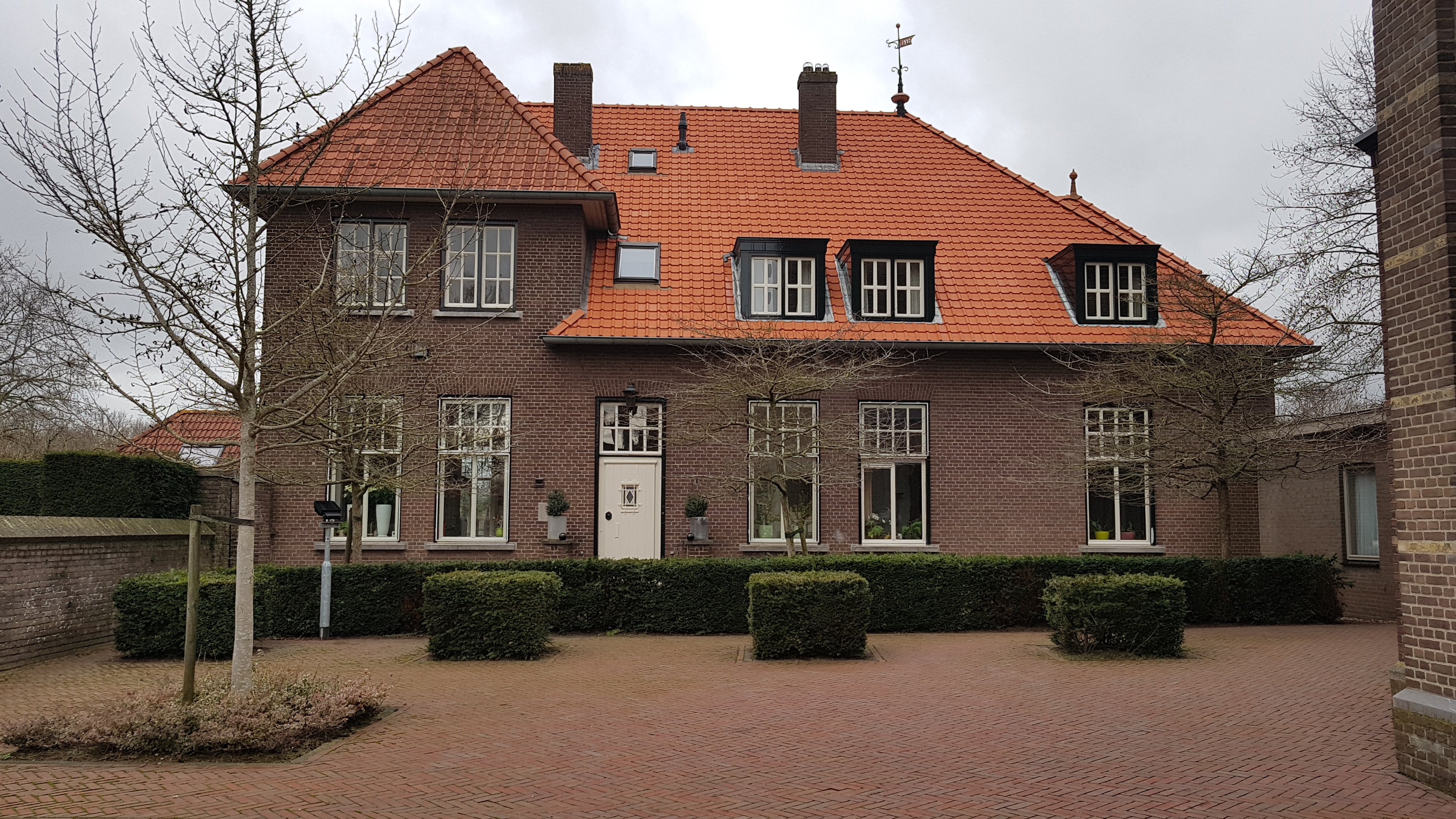
Будівля в Літойєні
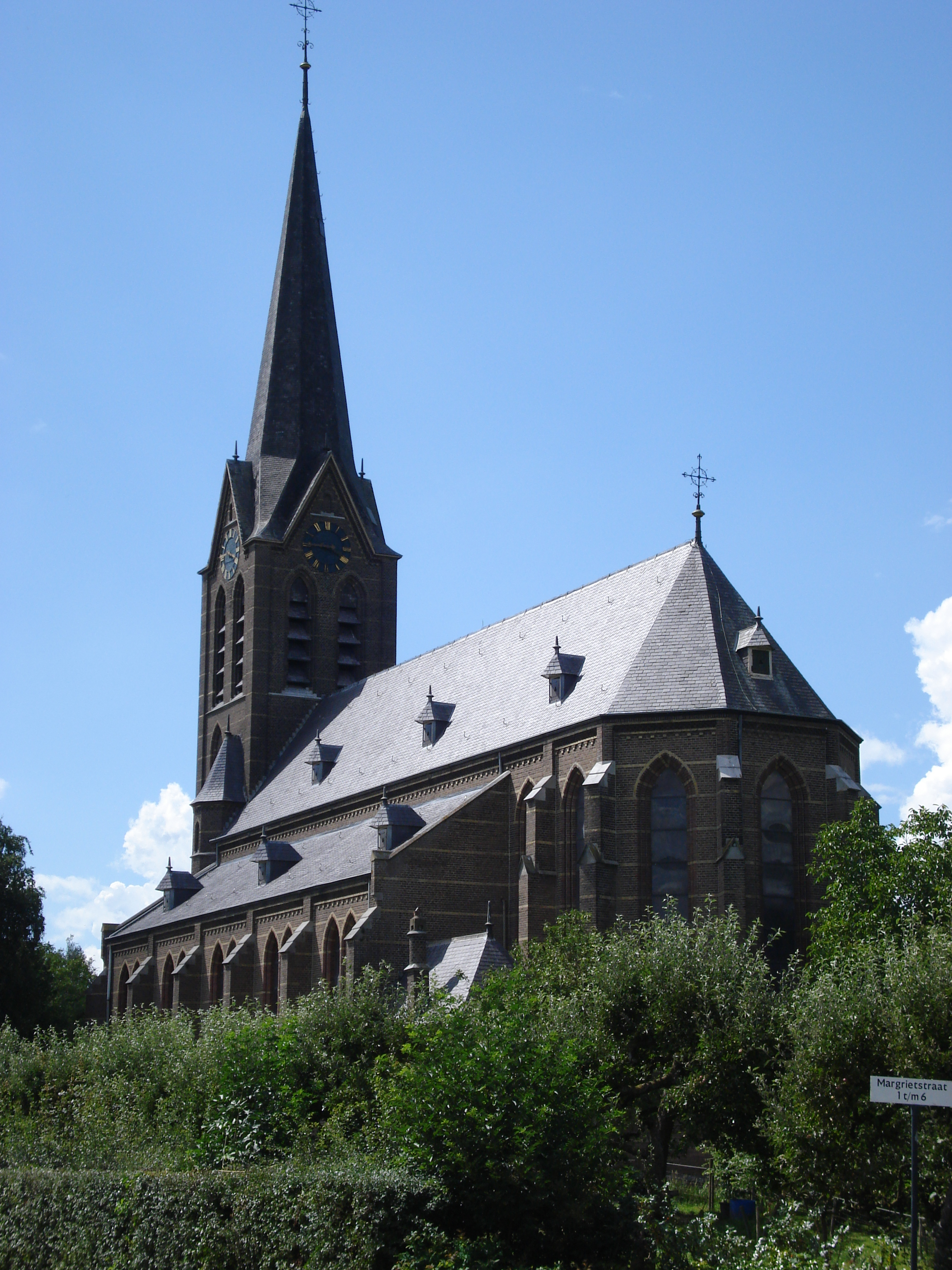
Католицька церква
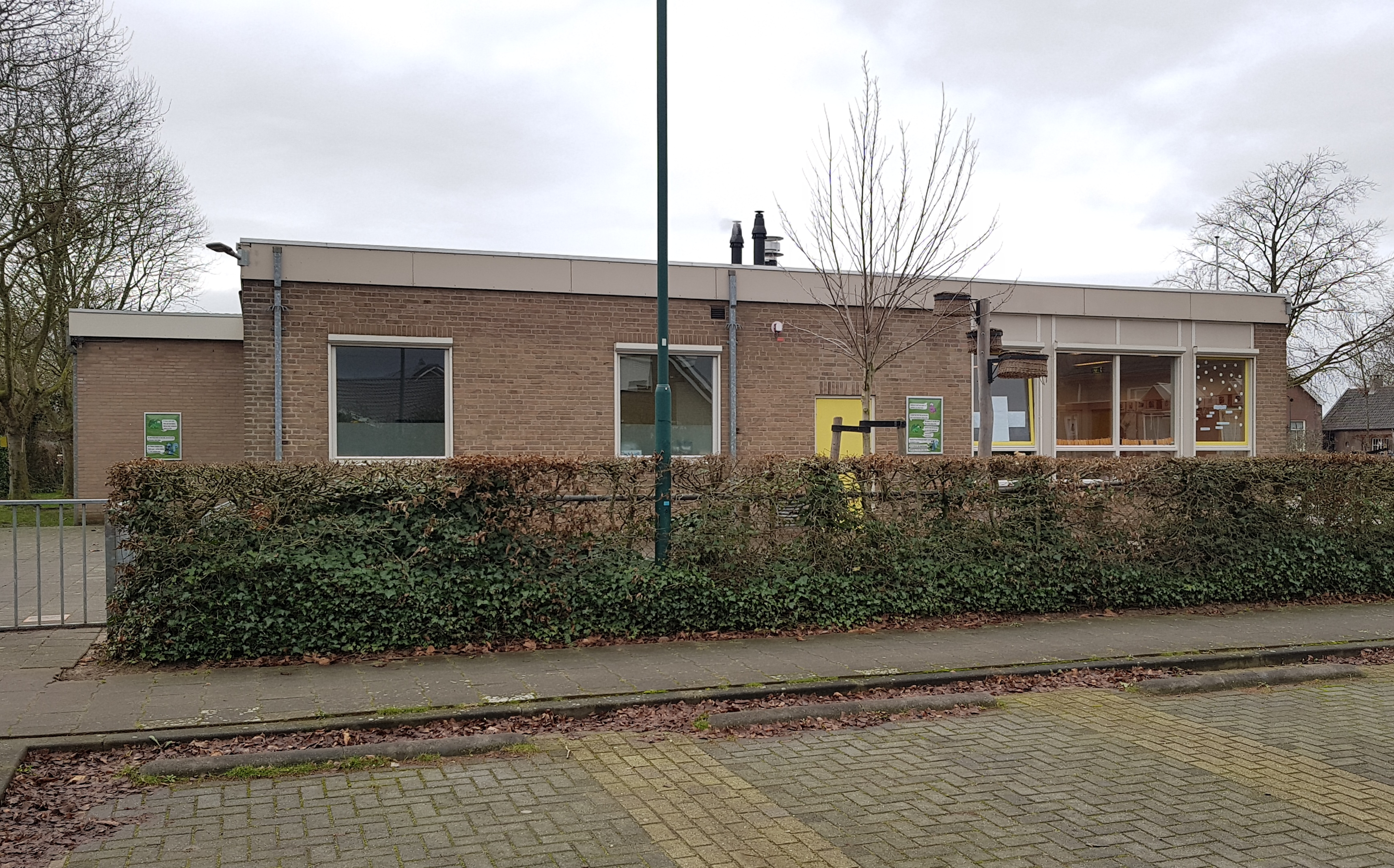
Школа у селі
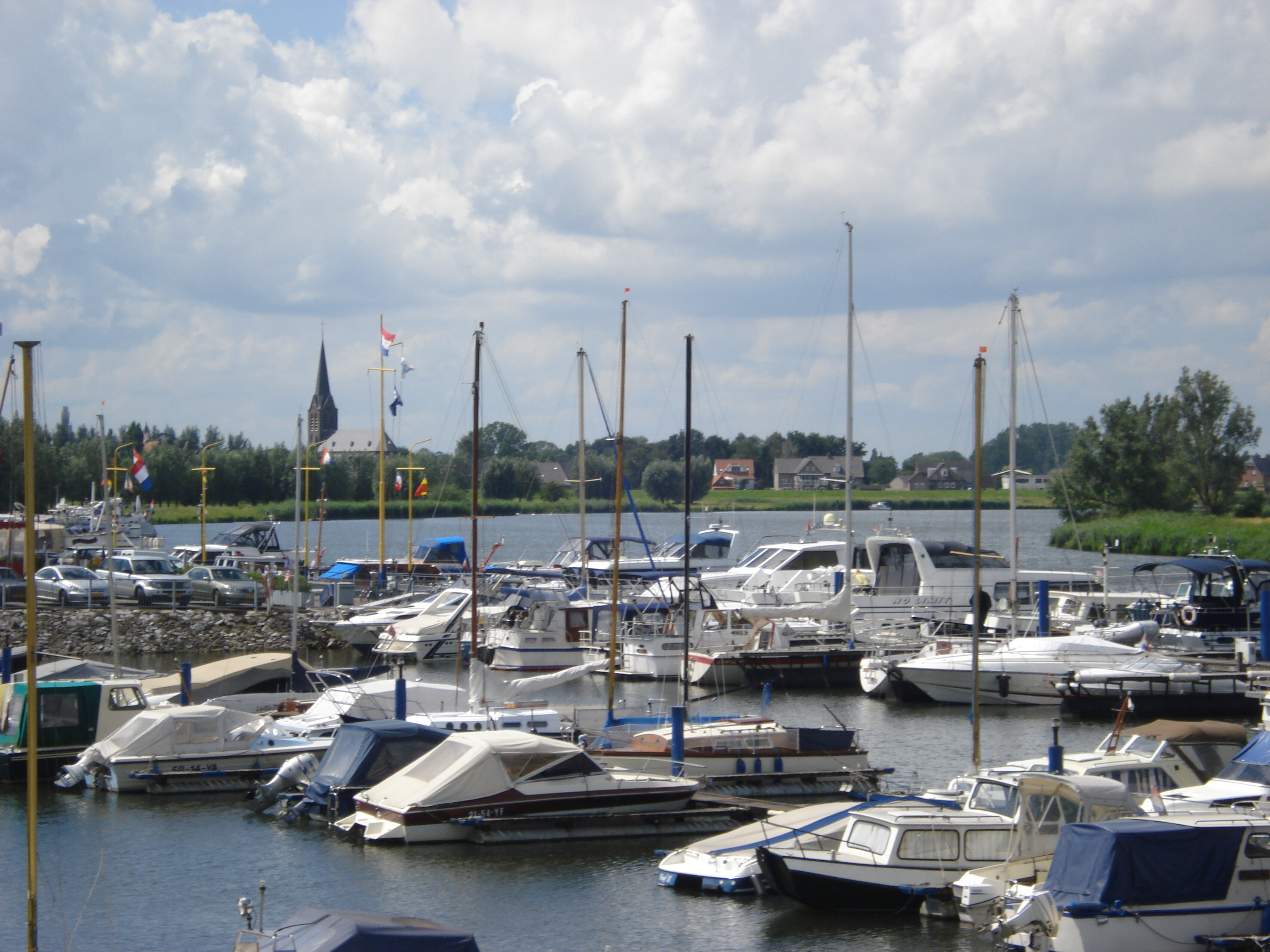
Марина